# Humilladero (Miengo)
Humilladero o Alto del Millajo es un paraje situado en el municipio cántabro de Miengo (España). En la parte más destacada hay un vértice geodésico que marca una altitud de 115,90 m s. n. m. en la base del pilar. Se puede acceder por la carretera que va desde Miengo a Bárcena de Cudón. Recorrido un kilómetro y medio, en un alto, hay un desvío a la derecha que va a una casa y al vértice.